# Jernej Pečnik (spidvejist)
Jernej Pečnik, slovenski spidvejist, * 20. september 1991, Ljubljana.